# Kurt Bergström
Kurt Johan Bergström (Lidingö, 23 de julio de 1891-Jönköping, 20 de noviembre de 1955) fue un deportista sueco que compitió en vela en la clase 12 Metre. Fue hermano del también regatista Dick Bergström.
Participó en los Juegos Olímpicos de Estocolmo 1912, obteniendo una medalla de plata en la clase 12 Metre.

## Palmarés internacional
| Juegos Olímpicos | Juegos Olímpicos   | Juegos Olímpicos | Juegos Olímpicos |
| Año              | Lugar              | Medalla          | Clase            |
| ---------------- | ------------------ | ---------------- | ---------------- |
| 1912             | Estocolmo (Suecia) | Medalla de plata | 12 Metre         |